# Jean Brant de Brabant
Pour les articles homonymes, voir Brant et Brabant.
Jean Brant, bâtard de Brabant (1341 † 22 août 1371 à la bataille de Baesweiler), seigneur d'Ayseau, d'Ochamps, de La Borcht et Laenen, est un fils naturel du duc Jean III de Brabant. Il épouse Catherine de Dammartin dite de Champs.

## Histoire
En l'absence de descendance légitime, puisque Jean III de Brabant, malgré ses six enfants, n'a eu qu'un seul petit-fils mort en bas âge, c'est par Jean Brant, enfant naturel du duc de Brabant, que se fera la descendance aînée des de Brabant jusqu'à nos jours.

## Armes
de Brabant : à la bande d’argent brochante, chargée de 3 lions passant de gueules.